# Ewald Moll (Landrat)
Ewald Moll (geboren im 19. Jahrhundert; gestorben nach Juli 1935) war ein preußischer Verwaltungsbeamter. Von 1921 bis zu dessen Auflösung verwaltete er auftragsweise das Landratsamt Gelsenkirchen.

## Werdegang
Zu Molls Herkunft und schulischer Ausbildung ist in der einschlägigen Literatur nichts überliefert. Moll studierte nach seinem bekannten Werdegang Rechtswissenschaften. Nach Klein war er von 1920 bis 1925 als Regierungsassessor beim Landratsamt Gelsenkirchen tätig und verwaltete in dieser Funktion das dortige Landratsamt. Lilla führt unter weitgehender Übernahme der Angaben Kleins weitergehend aus, das Ewald Moll als Regierungsassessor beim Landratsamt Gelsenkirchen im Zeitraum von (nach?) August 1921 bis 1925 auftragsweise die Verwaltung innehatte. Im Januar 1925 erhielt er sodann die Ernennung zum Regierungsrat unter Überweisung an die Regierung Arnsberg. Dienstmäßig wurde er dabei weiterhin beim Landratsamt Gelsenkirchen belassen. Der Landkreis Gelsenkirchen wurde zum 1. April 1926 aufgelöst, infolge der Aufteilung seiner Restbestandteile auf die nunmehr kreisfreie Stadt Wattenscheid und die neu gebildete, ebenfalls kreisfreie Stadt Wanne-Eickel.
Nach der Abwicklung des Landkreises Gelsenkirchen erfolgte im Juni 1926 Molls Versetzung an das Oberpräsidium der Provinz Westfalen in Münster. Von dort erhielt er im September 1927 die Umsetzung an die Regierung in Wiesbaden, wo er 1928 den Vorsitz des Gewerbesteuer-Berufungsausschusses einnahm.
Im Oktober 1934 an das Oberpräsidium der Rheinprovinz in Koblenz versetzt, gelangte Moll schließlich im Juli 1935 zurück an die Regierung in Arnsberg. Weitere Dienststationen sind ebenso wenig belegt wie sonstige Angaben zu seiner Vita.
Klein gibt indes noch an, was Lilla um die Zusetzung des Monats April übernahm, dass Ewald Moll im Jahr 1934 als Geheimer Finanzrat in das Preußische Ministerium des Innern berufen worden sei. Bei diesem Ewald Moll handelte es sich jedoch augenfällig um eine am 11. April 1875 in Neubeckum geborene Person gleichen Namens. Dieser war indes lt. Degener bereits 1902 Gerichtsassessor, 1909 Regierungsrat und zuletzt 1918 Geheimer Finanzrat in der Reichsschulden-Verwaltung. Eine Personenidentität schließt sich daher aus.